# Tony Award/Beste Orchestrierung
Der Tony Award for Best Orchestrations (deutsch: Tony Award für die beste Orchestrierung) ist ein US-amerikanischer Theater- und Musicalpreis, der seit 1997 verliehen wird.

## Geschichte und Hintergrund
Die Tony Awards werden seit 1947 jährlich in zahlreichen Kategorien von circa 700 Juroren vergeben, die sich aus der Unterhaltungsbranche und Presse der Vereinigten Staaten rekrutieren. Eine dieser Kategorien ist der Tony Award for Best Orchestrations, der seit 1997 vergeben wird. Der Preis wird verliehen, um die Leistungen von Komponisten und Arrangeuren von Musicals und Theaterstücken zu würdigen.

## Gewinner und Nominierte
Die Übersicht der Gewinner und Nominierten listet pro Jahr die nominierten Orchestrierer und die jeweiligen Musicals bzw. Theaterstücke. Der Gewinner eines Jahres ist grau unterlegt angezeigt.  

### 1997–1999
| Jahr                                         | Orchestrierer | Musical bzw. Theaterstück | Deutscher Titel |
| -------------------------------------------- | ------------- | ------------------------- | --------------- |
| 1997                                         |               |                           |                 |
| Jonathan Tunick                              | Titanic       | Titanic – Das Musical     |                 |
| Michael Gibson                               | Steel Pier    |                           |                 |
| Luther Henderson                             | Play On!      |                           |                 |
| Don Sebesky und Harold Wheeler               | The Life      |                           |                 |
| 1998                                         |               |                           |                 |
| Bill Brohn                                   | Ragtime       | Ragtime                   |                 |
| Robert Elhai, Bruce Fowler und David Metzger | The Lion King | Der König der Löwen       |                 |
| Michael Gibson                               | Cabaret       | Cabaret                   |                 |
| Stanley Silverman                            | The Capeman   | The Capeman               |                 |
| 1999                                         |               |                           |                 |
| Doug Besterman und Ralph Burns               | Fosse         |                           |                 |
| David Cullen                                 | Swan Lake     |                           |                 |
| Don Sebesky                                  | Parade        |                           |                 |
| Harold Wheeler                               | Little Me     |                           |                 |

### 2000–2009
| Jahr                                           | Orchestrierer                                  | Musical bzw. Theaterstück                             | Deutscher Titel |
| ---------------------------------------------- | ---------------------------------------------- | ----------------------------------------------------- | --------------- |
| 2000                                           |                                                |                                                       |                 |
| Don Sebesky                                    | Kiss Me, Kate                                  | Kiss Me, Kate                                         |                 |
| Doug Besterman                                 | The Music Man                                  | The Music Man                                         |                 |
| Jonathan Tunick                                | Marie Christine                                |                                                       |                 |
| Harold Wheeler                                 | Swing!                                         |                                                       |                 |
| 2001                                           |                                                |                                                       |                 |
| Doug Besterman                                 | The Producers                                  |                                                       |                 |
| Larry Hochman                                  | A Class Act                                    |                                                       |                 |
| Jonathan Tunick                                | Follies                                        | Follies                                               |                 |
| Harold Wheeler                                 | The Full Monty                                 |                                                       |                 |
| 2002                                           |                                                |                                                       |                 |
| Doug Besterman und Ralph Burns                 | Thoroughly Modern Millie                       | Modern Millie – Reicher Mann gesucht                  |                 |
| Benny Andersson, Martin Koch und Björn Ulvaeus | Mamma Mia!                                     | Mamma Mia!                                            |                 |
| Bill Brohn                                     | Sweet Smell of Success                         |                                                       |                 |
| Bruce Coughlin                                 | Urinetown                                      | Pinkelstadt                                           |                 |
| 2003                                           |                                                |                                                       |                 |
| Billy Joel und Stuart Malina                   | Movin' Out                                     |                                                       |                 |
| Nicholas Kitsopoulos                           | La bohème                                      | La Bohème                                             |                 |
| Jonathan Tunick                                | Nine                                           |                                                       |                 |
| Harold Wheeler                                 | Hairspray                                      | Hairspray                                             |                 |
| 2004                                           |                                                |                                                       |                 |
| Michael Starobin                               | Assassins                                      | Assassins                                             |                 |
| Paul Bogaev                                    | Bombay Dreams                                  |                                                       |                 |
| Bill Brohn                                     | Wicked                                         | Wicked – Die Hexen von Oz                             |                 |
| Larry Hochman                                  | Fiddler on the Roof                            | Anatevka                                              |                 |
| 2005                                           |                                                |                                                       |                 |
| Bruce Coughlin, Adam Guettel und Ted Sperling  | The Light in the Piazza                        |                                                       |                 |
| Larry Hochman                                  | Monty Python's Spamalot                        | Monty Python’s Spamalot – Das total verrückte Musical |                 |
| Jonathan Tunick                                | Pacific Overtures                              |                                                       |                 |
| Harold Wheeler                                 | Dirty Rotten Scoundrels                        |                                                       |                 |
| 2006                                           |                                                |                                                       |                 |
| Sarah Travis                                   | Sweeney Todd: The Demon Barber of Fleet Street | Sweeney Todd                                          |                 |
| Larry Blank                                    | The Drowsy Chaperone                           | Hochzeit mit Hindernissen                             |                 |
| Dick Lieb und Danny Troob                      | The Pajama Game                                | The Pajama Game                                       |                 |
| Steve Orich                                    | Jersey Boys                                    | Jersey Boys                                           |                 |
| 2007                                           |                                                |                                                       |                 |
| Duncan Sheik                                   | Spring Awakening                               | Frühlings Erwachen                                    |                 |
| Bruce Coughlin                                 | Grey Gardens                                   |                                                       |                 |
| Jonathan Tunick                                | LoveMusik                                      |                                                       |                 |
| Jonathan Tunick                                | 110 in the Shade                               |                                                       |                 |
| 2008                                           |                                                |                                                       |                 |
| Alex Lacamoire und Bill Sherman                | In the Heights                                 | In the Heights                                        |                 |
| Jason Carr                                     | Sunday in the Park with George                 | Sunday in the Park with George                        |                 |
| Heidi Rodewald und Stew                        | Passing Strange                                |                                                       |                 |
| Jonathan Tunick                                | A Catered Affair                               |                                                       |                 |
| 2009                                           |                                                |                                                       |                 |
| Martin Koch                                    | Billy Elliot the Musical                       | Billy Elliot                                          |                 |
| Tom Kitt und Michael Starobin                  | Next to Normal                                 | next to normal – fast normal                          |                 |
| Larry Blank                                    | White Christmas                                |                                                       |                 |
| John Clancy und Danny Troob                    | Shrek the Musical                              |                                                       |                 |

### 2010–2019
| Jahr                                             | Orchestrierer                                    | Musical bzw. Theaterstück                        | Deutscher Titel |
| ------------------------------------------------ | ------------------------------------------------ | ------------------------------------------------ | --------------- |
| 2010                                             |                                                  |                                                  |                 |
| David Bryan und Daryl Waters                     | Memphis                                          | Memphis                                          |                 |
| Jason Carr                                       | La Cage aux Folles                               | Ein Käfig voller Narren                          |                 |
| Aaron Johnson                                    | Fela!                                            |                                                  |                 |
| Jonathan Tunick                                  | Promises, Promises                               | Das Appartement                                  |                 |
| 2011                                             |                                                  |                                                  |                 |
| Larry Hochman und Stephen Oremus                 | The Book of Mormon                               | The Book of Mormon                               |                 |
| Doug Besterman                                   | How to Succeed in Business Without Really Trying | How to Succeed in Business Without Really Trying |                 |
| Larry Blank und Marc Shaiman                     | Catch Me If You Can                              | Catch Me If You Can                              |                 |
| Larry Hochman                                    | The Scottsboro Boys                              |                                                  |                 |
| 2012                                             |                                                  |                                                  |                 |
| Martin Lowe                                      | Once                                             |                                                  |                 |
| Bill Brohn und Christopher Jahnke                | Porgy and Bess                                   | Porgy and Bess                                   |                 |
| Bill Elliott                                     | Nice Work If You Can Get It                      |                                                  |                 |
| Danny Troob                                      | Newsies                                          | Newsies                                          |                 |
| 2013                                             |                                                  |                                                  |                 |
| Stephen Oremus                                   | Kinky Boots                                      | Kinky Boots                                      |                 |
| Bryan Crook und Ethan Popp                       | Motown: The Musical                              |                                                  |                 |
| Chris Nightingale                                | Matilda the Musical                              | Matilda                                          |                 |
| Danny Troob                                      | Rodgers and Hammerstein's Cinderella             | Cinderella                                       |                 |
| 2014                                             |                                                  |                                                  |                 |
| Jason Robert Brown                               | The Bridges of Madison County                    |                                                  |                 |
| Doug Besterman                                   | Bullets Over Broadway                            |                                                  |                 |
| Steve Sidwell                                    | Beautiful: The Carole King Musical               |                                                  |                 |
| Jonathan Tunick                                  | A Gentleman's Guide to Love and Murder           |                                                  |                 |
| 2015                                             |                                                  |                                                  |                 |
| Christopher Austin, Bill Elliott und Don Sebesky | An American in Paris                             |                                                  |                 |
| John Clancy                                      | Fun Home                                         |                                                  |                 |
| Larry Hochman                                    | Something Rotten!                                |                                                  |                 |
| Rob Mathes                                       | The Last Ship                                    |                                                  |                 |
| 2016                                             |                                                  |                                                  |                 |
| Alex Lacamoire                                   | Hamilton                                         | Hamilton                                         |                 |
| August Eriksmoen                                 | Bright Star                                      |                                                  |                 |
| Larry Hochman                                    | She Loves Me                                     | She Loves Me                                     |                 |
| Daryl Waters                                     | Shuffle Along                                    |                                                  |                 |
| 2017                                             |                                                  |                                                  |                 |
| Alex Lacamoire                                   | Dear Evan Hansen                                 | Dear Evan Hansen                                 |                 |
| Bill Elliott und Greg Anthony Rassen             | Bandstand                                        |                                                  |                 |
| Larry Hochman                                    | Hello, Dolly!                                    | Hello, Dolly!                                    |                 |
| Dave Malloy                                      | Natasha, Pierre & The Great Comet of 1812        |                                                  |                 |
| 2018                                             |                                                  |                                                  |                 |
| Jamshied Sharifi                                 | The Band's Visit                                 |                                                  |                 |
| John Clancy                                      | Mean Girls                                       |                                                  |                 |
| Tom Kitt                                         | SpongeBob SquarePants                            |                                                  |                 |
| Annmarie Milazzo und Michael Starobin            | Once on This Island                              |                                                  |                 |
| Jonathan Tunick                                  | Carousel                                         | Carousel                                         |                 |
| 2019                                             |                                                  |                                                  |                 |
| Michael Chorney und Todd Sickafoose              | Hadestown                                        |                                                  |                 |
| Larry Hochman                                    | Kiss Me, Kate                                    | Kiss Me, Kate                                    |                 |
| Daniel Kluger                                    | Oklahoma!                                        | Oklahoma!                                        |                 |
| Simon Hale                                       | Tootsie                                          |                                                  |                 |
| Harold Wheeler                                   | Ain’t Too Proud                                  |                                                  |                 |

### 2020–2021
| Jahr                                                                              | Orchestrierer               | Musical bzw. Theaterstück      | Deutscher Titel |
| --------------------------------------------------------------------------------- | --------------------------- | ------------------------------ | --------------- |
| 2020/2021                                                                         |                             |                                |                 |
| Katie Kresek, Justin Levine, Charlie Rosen und Matt Stine                         | Moulin Rouge!               |                                |                 |
| Tom Kitt                                                                          | Jagged Little Pill          |                                |                 |
| Ethan Popp                                                                        | Tina                        | Tina – Das Tina Turner Musical |                 |
| 2022                                                                              |                             |                                |                 |
| Simon Hale                                                                        | Girl from the North Country |                                |                 |
| David Cullen                                                                      | Company                     |                                |                 |
| Tom Curran                                                                        | Six                         |                                |                 |
| David Holcenberg und Jason Michael Webb                                           | MJ                          |                                |                 |
| Charlie Rosen                                                                     | A Strange Loop              |                                |                 |
| 2023                                                                              |                             |                                |                 |
| Bryan Carter und Charlie Rosen                                                    | Some Like It Hot            |                                |                 |
| John Clancy                                                                       | Kimberly Akimbo             |                                |                 |
| Sam Davis und Daryl Waters                                                        | New York, New York          |                                |                 |
| Dominic Fallacaro und Bill Sherman                                                | & Juliet                    |                                |                 |
| Jason Howland                                                                     | Shucked                     |                                |                 |
| 2024                                                                              |                             |                                |                 |
| Jonathan Tunick                                                                   | Merrily We Roll Along       |                                |                 |
| Adam Blackstone und Tom Kitt                                                      | Hell’s Kitchen              |                                |                 |
| Will Butler und Justin Craig                                                      | Stereophonic                |                                |                 |
| Matt Hinkley, Justin Levine und Jamestown Revival (Zach Chance und Jonathan Clay) | The Outsiders               |                                |                 |
| Timo Andres                                                                       | Illinoise                   |                                |                 |

## Statistiken
- Mehrfache Gewinne
  - 3 Gewinne: Doug Besterman, Alex Lacamoire
  - 2 Gewinne: Ralph Burns, Stephen Oremus, Don Sebesky, Michael Starobin
- Mehrfache Nominierungen
  - 11 Nominierungen: Jonathan Tunick
  - 9 Nominierungen: Larry Hochman
  - 7 Nominierungen: Harold Wheeler
  - 5 Nominierungen: Doug Besterman
  - 4 Nominierungen: Bill Brohn, Don Sebesky, Danny Troob
  - 3 Nominierungen: Larry Blank, John Clancy, Bruce Coughlin, Bill Elliott, Tom Kitt, Alex Lacamoire, Michael Starobin
  - 2 Nominierungen: Ralph Burns, Jason Carr, Michael Gibson, Martin Koch, Stephen Oremus, Daryl Waters